# Jane Bowles
Pour les articles homonymes, voir Auer et Bowles.
Jane Bowles Auer, est une romancière, nouvelliste, dramaturge américaine née à New York le 22 février 1917 et morte à Malaga le 4 mai 1973.

## Biographie

### Jeunesse
Jane Bowles Auer est la fille de Claire Stajer et de Sidney Major Auer, l'un comme l'autre sont issus de familles juives réfugiées. Son père est propriétaire d'un magasin de confection à New-York. Pour prendre en charge l'éducation de sa fille Jane, Mme Bowles engage une gouvernante française que Jane déteste ; c'est pourtant grâce à ce contact que Jane  va bientôt parler couramment le français.
Alors qu'elle vit avec sa mère à New York (son père est mort d'une crise cardiaque en 1930 à 45 ans), Jane Auer contracte une tuberculose ostéo-articulaire du genou droit qui  l'oblige à se soigner dans un sanatorium en Suisse, où elle se découvre une passion pour la littérature et une attirance sexuelle pour les femmes. Au printemps 1934, sur le paquebot Champlain qui effectue la liaison du Havre jusqu'à New-York, Jane, alors âgée de dix-sept ans, fait la connaissance de Louis-Ferdinand Céline, devenu célèbre grâce à sa publication récente Voyage au bout de la nuit, roman que Jane est en train de lire avec passion. Un dialogue vif et intelligent s'engage entre Céline et la jeune fille. Très marquée par cette rencontre, arrivée à New-York, Jane déclare à sa mère : "Je suis écrivain et je veux écrire." Elle écrit son premier roman, en français, Le phaéton hypocrite, dont a perdu la trace du manuscrit.
La rencontre entre Jane Auer et son futur mari Paul Bowles  se produit en deux temps, à New-York, en février et mars 1937. Leur premier contact a lieu lors d'une soirée entre amis où l'on consomme de la marijuana. Cette rencontre est un échec ; Jane trouve ce garçon de six ans son aîné plutôt sinistre. Leur seconde rencontre a lieu quelques jours plus tard chez le poète E. E. Cummings. La décision prise en cours de soirée d'organiser à quatre un voyage au Mexique va favoriser le rapprochement entre les deux jeunes gens. Au cours de leur périple mexicain, Paul Bowles, féru de musique, compositeur, écrivant des œuvres pour ballets et pièces de théâtre, est rappelé à New-York pour son travail. C'est un peu plus tard, au cours d'un week-end, que Jane et Paul évoquent avec un certain amusement la possibilité de se marier (alors qu'elle se sait attirée par les femmes et lui par les hommes, même s'il peine à le révéler).

### Mariage et création littéraire
Leur décision, un peu inattendue, se concrétise : Jane Auer et Paul Bowles se marient le 21 février 1938 dans une église réformée de Manhattan. Au printemps de cette même année, le couple voyage en bateau vers la France. A Paris, Jane et Paul rencontrent Max Ernst et ses amis surréalistes. Ils font en particulier la rencontre de Brion Gysin qui deviendra un ami du couple quand ils seront installés à Tanger. Pendant son séjour parisien, Jane commence à écrire Two Serious Ladies, la principale œuvre de sa production littéraire. Au cours de ces premiers mois d'existence commune, Jane et Paul mettent à l'épreuve leurs différences de caractère et de modes de vie. Jane boit énormément, aime faire la fête et vivre la nuit ; c'est exactement le contraire pour Paul, adepte d'une grande modération en tous plaisirs. D'autre part, leur liaison est vouée à demeurer exclusivement platonique par l'incompatibilité de leurs désirs.
De retour à New-York, ils s'installent à Staten Island au printemps 1939. L'année suivante, ils retournent au Mexique. Sur la côte Pacifique, à Acapulco, ils font la connaissance de Tennessee Williams, alors âgé de 29 ans, lequel va devenir un grand ami des Bowles. Quelques mois plus tard, non loin de Mexico, Jane rencontre Helvetia Perkins, avec laquelle elle va entamer sa première véritable liaison féminine. De retour aux Etats-Unis, Jane Bowles continue la rédaction de son roman. Paul témoigne : «Elle souffrait. Elle écrivait et elle jetait. Et elle disait : "Jamais, jamais, je n'y arriverai." Elle souffrait vraiment. Elle avait très mal à la tête. Elle s'enfermait pendant six heures et, à la fin, elle avait écrit une phrase seulement. » C'est en 1943 que paraît à New-York, aux éditions Knopf, Two Serious Ladies (Deux Dames sérieuses en version française), froidement accueilli par la critique. Le livre ne trouve pas le succès escompté ; Jane est très déçue. Cette déception va avoir de lourdes conséquences sur sa motivation à poursuivre l'écriture littéraire. Elle travaille sur un nouveau roman intitulé Out in the world, mais elle reste meurtrie  par l'échec de sa première publication qu'elle ressent comme une "humiliation".
En 1947, Paul Bowles renoue avec le Maroc. Il séjourne à Tanger tout en s'aménageant des excursions dans le pays. Venue rejoindre son mari au Maroc, Jane débarque à Tanger fin janvier 1948 en compagnie d'une amie. Elle est aussitôt séduite par la ville et prolonge son séjour au Maroc. Elle organise des voyages vers le sud du pays, jusqu'au Sahara. Elle est subjuguée par cette nouvelle existence ; le Maroc est en train d'entrer dans sa vie. Pendant cette période, Paul poursuit la rédaction de son premier roman qu'il avait débutée l'été précédent, un texte majeur qui deviendra Un thé au Sahara. C'est au cours de cette même année 1948 que Jane fait la connaissance d'une vendeuse de grain du Grand Socco de Tanger prénommée Chérifa, dont elle tombe amoureuse. L'été 1949 à Tanger est une saison enchantée pour Jane Bowles pendant laquelle se succèdent fêtes et réjouissances de toutes sortes, jusque dans les grottes d'Hercule. Elle a à ses côtés son jeune ami américain Truman Capote qui vient de remporter un franc succès avec son premier roman. Le photographe Cecil Beaton s'associe à leurs festivités dans une ville qui continue à vivre sous son statut particulier de "zone internationale".
Malgré les difficultés qu'elle rencontre, Jane continue d'écrire. Elle écrit des nouvelles, ainsi qu'une pièce de théâtre, Sa maison d'été. Elle garde bon espoir de faire reconnaître son talent sur la scène littéraire. Pendant plusieurs années, elle effectue des voyages entre New-York, Paris et Tanger. Elle est en quête d'un producteur et d'un éditeur pour sa pièce de théâtre et pour son nouveau roman. Finalement, elle obtient l'opportunité de faire représenter sa pièce Sa maison d'été au théâtre Mendelssohn de l'Université du Michigan à Ann Arbor en mai 1953, avec le soutien de Tennessee Williams et Truman Capote. Dans la presse, les critiques sont très mauvaises. Malgré tout, Jane parvient à faire jouer sa pièce à New-York après qu'on l'eut sommée d'en réécrire la dernière scène. Sa maison d'été est jouée à Broadway de décembre 1953 à février 1954. Quant à son roman Out in the world, il ne sera jamais publié.
Dans le courant de l'année 1955, Jane et Paul Bowles se trouvent en Asie, sur la petite île de Taprobane située au large de Ceylan. Paul vient d'en faire l'acquisition ; il y occupe une vaste maison bâtie au début du siècle, sans confort ni électricité, livrée le soir à d'énormes chauves-souris. Jane s'y déplaît, au point que son séjour tourne au cauchemar et qu'elle se montre pressée de rentrer au Maroc. Mais à Tanger, elle se trouve prisonnière d'une situation troublante. Elle vit depuis plusieurs années une relation amoureuse avec Chérifa qui irrite sensiblement Paul ; il reproche à la jeune montagnarde fruste et illettrée d'abuser de la bonté de Jane pour lui soutirer de l'argent. A la fin de l'été 1955, Jane trouve un jour sous son matelas des sachets composés d'ingrédients hétéroclites qu'elle montre à un ami marocain ; celui-ci en déduit que Chérifa veut lui jeter un sort. Informé de cette mésaventure, Paul s'en alarme et, à partir de ce jour, ne se départira plus jamais de l'idée que Chérifa s'est donné les pouvoirs d'ensorceler Jane et, pire encore, de céder à la tentation de l'empoisonner.

### Le basculement dans la maladie
Au printemps 1957, à Tanger, après une dispute avec Chérifa, dans des circonstances confuses, Jane subit un profond malaise (vomissements et trouble cérébral). On ignore si elle a avalé une substance dangereuse ; le cas échéant, on en ignore la nature. Un médecin qui l'a observée rédige son diagnostic en ces termes : « Spasme cérébral avec confusion et torpeur mentale pendant plusieurs jours ». Elle vient de faire un AVC dont elle ne se remettra jamais.
La même année, dans l'été 1957, Paul Bowles trouve à Tanger une location dans un bâtiment d'aspect lugubre de quatre étages dit "l'immeuble Itesa", non loin du consulat américain, qui va devenir le dernier lieu de résidence des Bowles dans la ville du Détroit. Malgré ses très mauvaises relations avec Paul, Chérifa continue à être au service de Jane. Il est vrai que celle-ci, très diminuée par son attaque cérébrale, est devenue dépendante des autres, ce qui l'amène à écrire à Paul, dans une lettre, au cours d'un séjour à New-York en juin 1958 : « C'est terrible d'être dépendant. Je ne peux pas du tout aller et venir seule. » Jane souffre de troubles graves qui l'empêchent d'écrire et de lire ; elle est devenue à moitié aveugle.
Dans les dix années qui s'écoulent après son AVC et son installation dans l'immeuble Itesa, Jane Bowles réside essentiellement à Tanger. Elle souffre, se languit de son sort et son alcoolisme est persistant. Elle reçoit parfois des amis de longue date, tels que Tennessee Williams qui a toujours loué ses talents littéraires ; mais désormais elle n'écrit plus. Au milieu des années 1960, son roman Deux dames sérieuses fait l'objet d'une nouvelle publication, à Londres. A cette occasion, son livre est traduit en plusieurs langues et est gratifié de bonnes critiques. Mais Jane demeure à distance de cet événement ; ses troubles la tiennent à l'écart de l'intérêt qu'on porte à sa littérature, même si une lettre à Paul, en 1966, montre qu'elle reste sensible aux sommes que peuvent rapporter ses différentes éditions.

### Les dernières années
Désormais, la maladie ne lui laisse guère de répit. En avril 1967, Paul se résout à conduire Jane à Malaga, dans un hôpital psychiatrique pour femmes. Le mois suivant, il la ramène à Tanger. Au printemps 1968, la santé de Jane ne cesse de se détériorer, ponctuée par des états de violente agitation. Face à l'urgence, Paul parvient à convaincre sa femme de retourner à Malaga où elle intègre la Clỉnica de Reposo Los Angeles, clinique psychiatrique. En juin 1969, Paul l'en fait sortir et la garde trois mois à Tanger. Mais face à la dégradation de son état, il est contraint de ramener Jane à la Clỉnica de Reposo. Dans les quatre années qu'il lui reste à vivre, Jane reçoit régulièrement la visite de son mari, mais elle ne parle presque plus et devient totalement aveugle à partir de l'automne 1970.
Jane Bowles meurt à Malaga le 4 mai 1973. Elle est enterrée à la hâte, sans cérémonie religieuse, au cimetière San Miguel de Malaga. Marquée par l'ouvrage de Simone Weil L'attente de Dieu, elle se serait tardivement convertie au catholicisme. Bien qu'enterrée dans un cimetière catholique, Paul Bowles s'est refusé à décorer sa tombe d'une croix, n'étant pas sûr de la sincérité de cette conversion.

### Postérité
En avril 2010 a été inaugurée une stèle au cimetière San Miguel en hommage à Jane Bowles et, désormais, une avenue de Malaga porte le nom de la célèbre écrivaine américaine : "avenida Jane-Bowles".
Ses manuscrits sont déposés à la bibliothèque de l'Université de Virginie et au Harry Ransom Center de l'Université du Texas à Austin.
En 1978, en France, les Éditions du Nouveau Commerce ont publié Stèle de Jane Bowles, des nouvelles de Jane Bowles traduites, présentées et préfacées par Michèle Causse. Celle-ci a également écrit une pièce de théâtre sur Jane Bowles : A quelle heure est la levée dans le désert ?

## Œuvres

### Œuvres complètes
- Jane Bowles: Collected Writings, éd. Library of America, 2017,
- My Sister's Hand in Mine: The Collected Works of Jane Bowles, (rééd. 2005), éd. Farrar, Straus and Giroux, 1966[33],

### Roman
- Two Serious Ladies, (rééd. 2003),éd. Peter Owen, 1943,

### Nouvelles
- Everything Is Nice: Collected Stories, Fragments and Plays, éd. Virago Press Ltd, 1989,
- Feminine Wiles, éd. Black Sparrow Press, 1976,
- Plain Pleasures, (rééd. 2000), éd. Penguin, 1966,

### Théâtre
- In the Summer House, éd. Random House, 1995.

### Correspondance et notes
- Meditations for Women Who Spend Too Much, éd.  Barton House Publishing, 2002,
- Out in the World: Selected Letters, 1935-1970, éd. Black Sparrow Press, 1985.

### Livres traduits en français
- Nouvelles et théâtre, traduction de  Claude-Nathalie Thomas et de Evelyne Pieiller, éd. Christian Bourgois, 2011,
- Plaisirs paisibles, traduction de Claude Thomas, éd. Christian Bourgois, 2011,
- Deux dames sérieuses, traduction de Jean Autret, éd. Gallimard, 2007,
- Lettres (1946-1970), traduction d'Elisabeth Peellaert, éd. Hachette, 2005.

## Essais
- Pavlina Radia, Nomadic Modernisms and Diasporic Journeys of Djuna Barnes and Jane Bowles, éd. Nipissing University, 2017,
- Millicent Dillon, Jane Bowles une femme accompagnée, biographie, trad. Michèle Causse, Deuxtemps Tierce , 1989  (ISBN 978-2903144548)
- Félicie Dubois, Une histoire de Jane Bowles, éd. Seuil, 2015,
- (en) Harold Bloom, American women fiction writers, 1900-1960, Chelsea House Publishers, Philadelphie, 1997